# 八溴化三铁
八溴化三铁是一种无机化合物，化学式为Fe3Br8，其六水合物和十六水合物是已知的。六水合物可以从FeBr2–FeBr3–H2O体系中析出。十六水合物则由铁在水蒸气的存在下直接溴化得到，其晶体数单斜晶系，结构为[FeIIFe2III][Br8(H2O)16]。在浓硫酸的存在下，它可以将甲醇转化为溴甲烷。
Fe3Br8可以和异氢氰酸形成三斜的配合物Fe3Br8(NCH)6，该配合物由[Fe(NCH)6]2+和[FeBr4]2−构成，与相应的氯配合物同构。